# 美国—越南关系

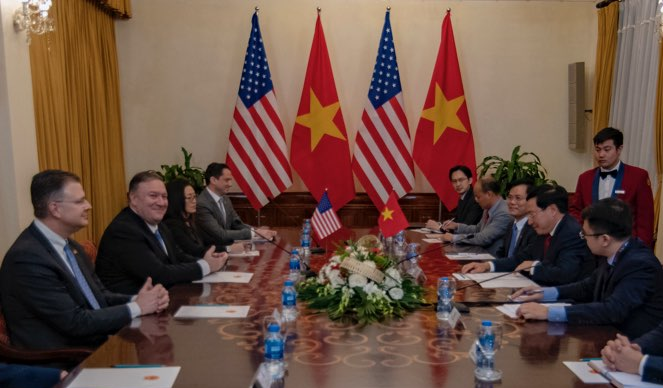
2019年美国国务卿迈克·蓬佩奥与越南副总理范平明会晤

美越关系是指美利坚合众国与越南社会主义共和国之间的国际关系。在中断了20年的关系之后，1995年7月11日，比尔·克林顿总统宣布美国和越南社会主义共和国外交关系正式正常化。之后，于1995年8月两国将1995年1月间开设的联络处升格为大使馆，美国随后在胡志明市开设了总领事馆，越南在加利福尼亚州旧金山开设了领事馆。
自两国实现外交正常化以来，美国与越南的关系变得更加深入和多样化。通过定期和地区安全的议题，两国扩大了政治交往。中断了两年的年度双边人权对话于2006年恢复。双方于2000年7月签署了双边贸易协定，并于2001年12月生效。2003年，两国签署了禁毒协定（2006年修订）、民航协定和纺织品协定。2007年1月，美国国会批准越南建立永久正常贸易关系（PNTR）。2015年7月，在美国的邀请下，越南共产党总书记阮富仲作为首个访问美国的越共总书记访问了美国，两国关系迅速升温。
美籍越南人大概有180万人，大多是越南战争后移民到美国的。这些美籍越南人的数量大概占了所有的海外越南人的一半。2012年，越南留学生形成了美国高校留学生的第八大群体，占所有在美国接受高等教育的外国人的2%。

## 历史

### 1945年之前
早在二战时期，越南和美国就存在联系，但是和美国存在联系的并非法国殖民当局，而是当时的叛军越盟首领，也就是后来的北越领导人胡志明。当时胡志明是亲美人士，两者的关系是透过战略情报局，也就是CIA的前身实现的。阿基米德·帕蒂（Archimedes Patti）领导的代理人小组曾在法属印度支那合作对付日本，越盟为美国特工提供庇护。1944年在越南西北部山区建立的越南人民军得到战略情报局的支持，并得到包括支持越南的战略情报局官员阿基米德·帕蒂在内的美国军事人员的训练。
共产党支持的越盟与战略情报局之间的关系，标志着美国开始介入越南。当时，美国同情胡志明和越盟，支持他们推翻日本在印度支那的统治。后来，胡志明要求与美国建立同盟关系，得到美国总统罗斯福的批准，并得到美国将军艾森豪威尔的支持。然而，在越南发生了一系列事件，包括支持越南独立的战略情报局官员A·彼得·杜威被越盟杀害，以及让哈里·S·杜鲁门上台和罗斯福突然去世，两国之间的同盟之後一直未能建立。
美国1950年2月17日与越南国建交，并与其后继者越南共和国保持外交关系至1975年4月30日，南越被北越统一。美国是南越最为重要的邦交国，也是南越在战争期间最为重要的盟友。

### 越南战争
1975年4月30日，越南战争结束，北越统一南越，美军退出越南。美国随即越南全面实施贸易禁令和武器禁运直到1995年越美建交。

### 和解
美國參議員約翰·麥凱恩和約翰·克里成功促使美國總統比尔·克林顿於1994年2月解除對越南貿易禁運。美國對越南的禁運最終於1994年2月解除。1995年兩國正式實現關係正常化，兩國開設聯絡處，及後升級為正式大使館，美國隨後開設於胡志明市美國總領事館和越南在舊金山開設領事館。1997年，越南政府同意償還南越政府當時達1.4億美元的債務，以便獲准與美國進行貿易。此後，兩國之間的貿易量蓬勃發展。

### 21世紀

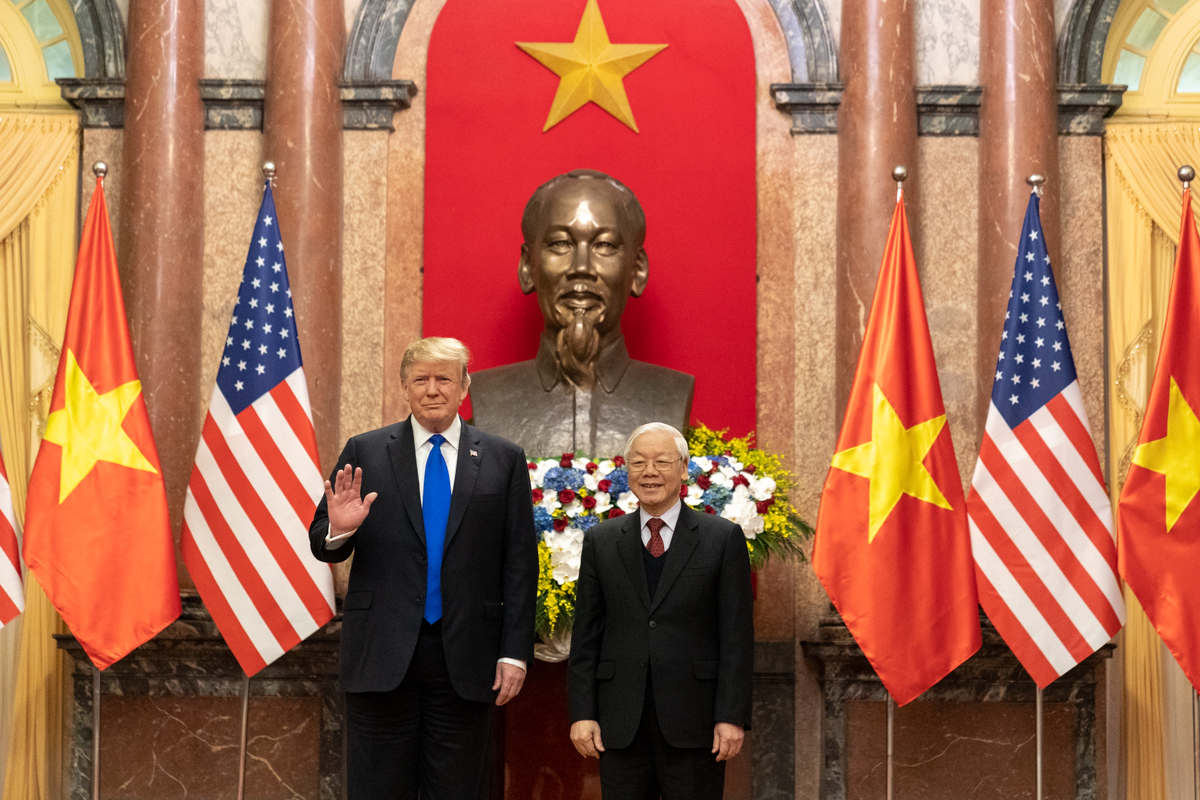
2019年2月27日，时任美国总统的唐納·川普在河內市的一座胡志明像前与时任越共总书记的阮富仲会面

一年一度的雙邊人權對話在中斷兩年後於2006年恢復。美國和越南於2000年7月簽署了雙邊貿易協定，並於2001年12月生效。2003年，兩國簽署了禁毒協定書（2006年修訂）、民航協定和紡織協定。2007年1月，國會批准越南的永久正常貿易關係（PNTR）。 2015年7月，阮富仲以越南共产党总书记的身份对美国进行访问，成为第一位访问美国的越共领导人。2016年5月23日，美国总统奥巴马宣布全面解除对越南武器禁售。
2023年9月10日，美國總統喬·拜登訪問越南，與越共總書記阮富仲簽署全面戰略夥伴關係。
2023年9月23日，路透社引述消息人士指出，美國擬於2024年向越南出售大批武器，包括F-16戰鬥機，並相應提供特別軍事融資。若計劃成事，將為美越雙方的最大一筆軍售。

## 交通
两国关系不断扩大的另一个迹象是2003年12月签署的双边航空运输协定。几家美国航空公司已经与越南航空签署了第三方代码共享协议。胡志明市与旧金山之间的直航始于2004年12月。越南和美国还在2007年3月签署了一项双边海事协议，向美国公司开放了越南的海上运输和服务业。2011年，美国银行同意向越南基础设施投资15亿美元。

## 军事合作

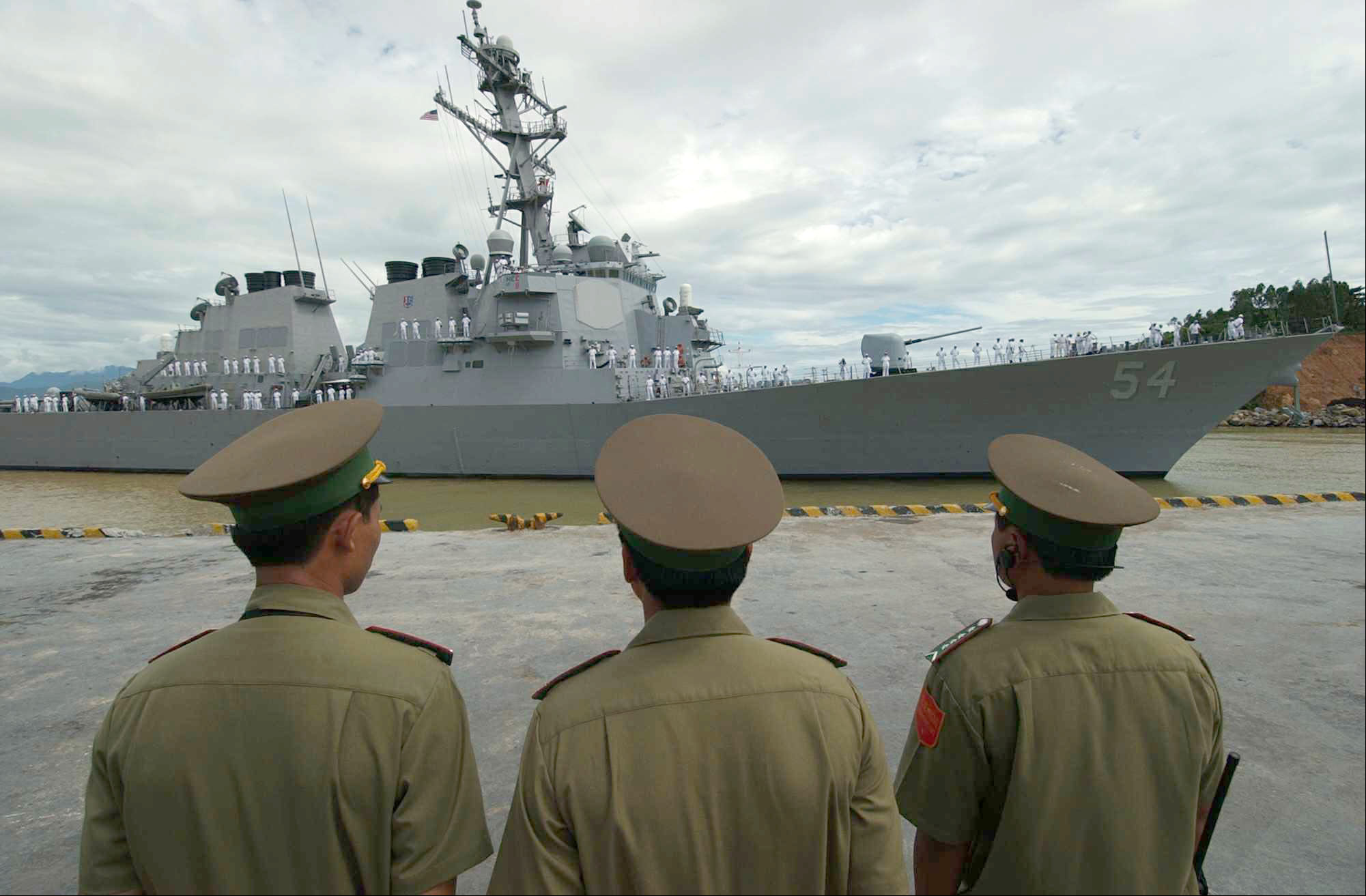
2004年7月，越南军官观看柯蒂斯·威爾伯號驅逐艦停靠岘港

根据外交关系委员会的说法，越南的国防政策基于“三不原则”：没有军事联盟，没有外国军队驻扎在越南领土上，也不会与外国势力合作打击另一个国家。在国防、防扩散、反恐和执法等其他领域的合作也在稳步扩大。越南在2007年接待了五艘美国海军舰艇的访问，其中包括载有一支由医疗和工程人员组成的多国部队的两栖攻击舰“贝利乌号”(USS Peleliu -5)停靠岘港。2007年6月，越南观察员首次参加了由美国海军组织的多国海军海上演习合作准备和训练(CARAT)。越南总理表示，越南参加国际维和行动的准备工作已经进入最后阶段，这是越南作为联合国安理会新成员所做贡献的一部分。
越南外交部发言人阮芳在回应2011年本拉登之死时说“恐怖分子必须为他们的行为承担责任，应该受到严厉惩罚。”越南将继续同国际社会一道，根据《联合国宪章》和国际法基本原则，打击恐怖主义，消除恐怖主义。”

## 外交机构
美国驻越南大使馆设在河内。美国驻越南总领事馆设在胡志明市。越南驻美国总领事馆位于加利福尼亚州旧金山。2009年，美国获准在岘港开设领事馆;2010年，越南在休斯敦正式成立了总领事馆。

| 越南駐美機構 - 华盛顿特区（大使馆） - 旧金山（领事馆） - 纽约市（领事馆） - 休斯顿（领事馆） | 美国駐越機構 - 河内（大使馆） - 胡志明市（總领事馆） |

## 外交代表

### 美國駐越大使
美國駐南越大使（駐西貢）
1. 希斯（英语：Donald R. Heath）（1950–1952年，公使）
2. 希斯（1952–1954年）
3. 萊因哈特（英语：G. Frederick Reinhardt）（1955–1957年）
4. 德布羅（英语：Elbridge Durbrow）（1957–1961年）
5. 瑙爾汀（英语：Frederick Nolting）（1961–1963年）
6. 洛奇（1963–1964年）
7. 泰勒（1964–1965年）
8. 洛奇（1965–1967年）
9. 邦克（英语：Ellsworth Bunker）（1967–1973年）
10. 馬丁（英语：Graham Martin）（1973–1975年）

美國駐越南大使（駐河内）
1. 彼得森（英语：Pete Peterson）（1997–2001年）
2. 薄瑞光（2001–2004年）
3. 馬林（2004–2007年）
4. 米夏拉克（英语：Michael W. Michalak）（2007–2011年）
5. 帕爾默（英语：Virginia E. Palmer）（2011年，臨時代辦）
6. 施大偉（2011–2014年）
7. 歐修斯（英语：Ted Osius）（2014–2017年）
8. 康達（2017–2021年）
9. 納柏（英语：Marc Knapper）（自2022年）

### 越南駐美大使
南越駐美國大使
1. 陳文可（1952–1954年）
2. 陳文章（1954–1963年）
3. 陳善謙（1964–1965年）
4. 武文泰（1965–1966年）
5. 裴艷（1967–1972年）
6. 陳金鳳（1972–1975年，直到西貢淪陷）

越南駐美國大使
1. 黎文旁（1997–2001年）
2. 阮心戰（2001–2008年）
3. 黎公鳳（2008–2011年）
4. 阮國強（2011–2015年）
5. 范光榮（2015–2018年）
6. 何金玉（2018–2022年）
7. 阮國勇（自2022年）